# Vasilévichy
Vasilévichy (bielorruso: Васіле́вічы; ruso: Василе́вичи) es una ciudad subdistrital de Bielorrusia, perteneciente al distrito de Réchytsa en la provincia de Gómel.
En 2022, la ciudad tenía una población de 3363 habitantes.
Se conoce la existencia de la localidad desde el siglo XV, cuando era un pueblo del voivodato de Minsk en el Gran Ducado de Lituania. Tras la partición de 1793, pasó a formar parte del Imperio ruso. Fue una localidad rural hasta 1886, cuando comenzó a desarrollarse notablemente como poblado ferroviario al abrirse aquí una estación del ferrocarril de Lúninets a Gómel. A partir de ahí comenzó a desarrollarse una pequeña industria, cuya conexión exterior mejoró desde 1911, cuando se abrió una línea de ferrocarril de Vasilévichy a Joiniki. En 1926 se integró en la RSS de Bielorrusia, donde fue capital distrital desde 1938 hasta 1959. Adoptó estatus de asentamiento de tipo urbano en 1950 y el de ciudad subdistrital en 1971.
Se ubica al norte de la carretera M10, a medio camino entre Réchytsa y Mazyr y Kalínkavichy.

## Clima
| Parámetros climáticos promedio de Vasilévichy (1981-2010 normals) | Parámetros climáticos promedio de Vasilévichy (1981-2010 normals) | Parámetros climáticos promedio de Vasilévichy (1981-2010 normals) | Parámetros climáticos promedio de Vasilévichy (1981-2010 normals) | Parámetros climáticos promedio de Vasilévichy (1981-2010 normals) | Parámetros climáticos promedio de Vasilévichy (1981-2010 normals) | Parámetros climáticos promedio de Vasilévichy (1981-2010 normals) | Parámetros climáticos promedio de Vasilévichy (1981-2010 normals) | Parámetros climáticos promedio de Vasilévichy (1981-2010 normals) | Parámetros climáticos promedio de Vasilévichy (1981-2010 normals) | Parámetros climáticos promedio de Vasilévichy (1981-2010 normals) | Parámetros climáticos promedio de Vasilévichy (1981-2010 normals) | Parámetros climáticos promedio de Vasilévichy (1981-2010 normals) | Parámetros climáticos promedio de Vasilévichy (1981-2010 normals) |
| Mes                                                               | Ene.                                                              | Feb.                                                              | Mar.                                                              | Abr.                                                              | May.                                                              | Jun.                                                              | Jul.                                                              | Ago.                                                              | Sep.                                                              | Oct.                                                              | Nov.                                                              | Dic.                                                              | Anual                                                             |
| ----------------------------------------------------------------- | ----------------------------------------------------------------- | ----------------------------------------------------------------- | ----------------------------------------------------------------- | ----------------------------------------------------------------- | ----------------------------------------------------------------- | ----------------------------------------------------------------- | ----------------------------------------------------------------- | ----------------------------------------------------------------- | ----------------------------------------------------------------- | ----------------------------------------------------------------- | ----------------------------------------------------------------- | ----------------------------------------------------------------- | ----------------------------------------------------------------- |
| Temp. máx. abs. (°C)                                              | 11.5                                                              | 15.7                                                              | 21.7                                                              | 30.3                                                              | 33.0                                                              | 34.7                                                              | 37.0                                                              | 38.0                                                              | 34.1                                                              | 27.1                                                              | 23.7                                                              | 12.7                                                              | 38.0                                                              |
| Temp. máx. media (°C)                                             | -1.6                                                              | -0.6                                                              | 5.1                                                               | 13.8                                                              | 20.5                                                              | 23.2                                                              | 25.1                                                              | 24.2                                                              | 18.3                                                              | 11.7                                                              | 3.8                                                               | -0.7                                                              | 12.0                                                              |
| Temp. media (°C)                                                  | -4.3                                                              | -3.9                                                              | 1.1                                                               | 8.4                                                               | 14.3                                                              | 17.4                                                              | 19.3                                                              | 18.2                                                              | 13.0                                                              | 7.5                                                               | 1.2                                                               | -3.2                                                              | 7.5                                                               |
| Temp. mín. media (°C)                                             | -6.9                                                              | -7.2                                                              | -3.0                                                              | 2.9                                                               | 8.1                                                               | 11.4                                                              | 13.3                                                              | 12.1                                                              | 7.7                                                               | 3.3                                                               | -1.4                                                              | -5.6                                                              | 3.0                                                               |
| Temp. mín. abs. (°C)                                              | -35.7                                                             | -34.2                                                             | -32.6                                                             | -16.9                                                             | -4.0                                                              | -0.9                                                              | 4.4                                                               | -0.9                                                              | -5.0                                                              | -13.2                                                             | -23.6                                                             | -35.0                                                             | -35.7                                                             |
| Precipitación total (mm)                                          | 37.2                                                              | 36.4                                                              | 42.7                                                              | 45.7                                                              | 62.2                                                              | 86.0                                                              | 102.0                                                             | 71.6                                                              | 68.6                                                              | 52.4                                                              | 48.8                                                              | 44.5                                                              | 694.7                                                             |
| Días de precipitaciones (≥ 1 mm)                                  | 8.9                                                               | 9.2                                                               | 9.3                                                               | 8.0                                                               | 9.3                                                               | 10.9                                                              | 10.4                                                              | 8.3                                                               | 8.9                                                               | 7.8                                                               | 9.5                                                               | 10.1                                                              | 110.6                                                             |
| Fuente: Météo Climat                                              |                                                                   |                                                                   |                                                                   |                                                                   |                                                                   |                                                                   |                                                                   |                                                                   |                                                                   |                                                                   |                                                                   |                                                                   |                                                                   |